# UFC Fight Night: Bisping vs. Leites
UFC Fight Night: Bisping vs. Leites (también conocido como UFC Fight Night 72) fue un evento de artes marciales mixtas celebrado por Ultimate Fighting Championship el 18 de julio de 2015 en el The SSE Hydro, en Glasgow, Escocia.

## Historia
Este fue el primer evento que la UFC ha celebrado en Escocia.
El evento estelar contó con el combate de peso medio entre Michael Bisping y Thales Leites.
Joanne Calderwood esperaba enfrentarse a Bec Rawlings en el evento. Sin embargo, Rawlings sufrió una lesión el 10 de julio y fue reemplazada por Cortney Casey.

## Premios extra
Cada peleador recibió un bono de $50,000.
- Pelea de la Noche: Joanne Calderwood vs. Cortney Casey
- Actuación de la Noche: Joe Duffy y Stevie Ray